# Maria Krystyna Altenburg
Maria Krystyna Altenburg (ur. 8 grudnia 1923 w Żywcu, jako Maria Krystyna Immaculata Elżbieta Renata Alicja Gabriela Habsburg-Lotaryńska, zm. 2 października 2012 tamże) – księżniczka Altenburga, córka arcyksięcia Karola Olbrachta Habsburga i Alicji Ankarcrony.

## Życiorys
Urodziła się 8 grudnia 1923 w Żywcu jako drugie dziecko Karola Habsburga i Alicji Ankarcrony. Swoje dwa pierwsze imiona Marii Krystynie nadano na cześć jej matki chrzestnej, królowej Hiszpanii. Jako owoc związku morganatycznego nie była uwzględniana w linii sukcesji do tronu austriackiego. Młodość spędziła wraz z rodzeństwem w Żywcu. Uczyła się wyłącznie prywatnie, choć, objęta obowiązkiem szkolnictwa powszechnego, zdawała regularnie egzaminy w państwowych szkołach.
Po wybuchu II wojny światowej zamek żywiecki został zajęty przez gestapo. Początkowo Marię wraz z matką i rodzeństwem przetrzymywano w quasi areszcie domowym, pozostawiając do ich dyspozycji dwa pomieszczenia zamku. Po nieudanych próbach germanizacji, latem 1940 Marię Krystynę z matką oraz rodzeństwem przeniesiono do Wisły. Matka Krystyny, Alicja, była już wówczas zaangażowana w działalność konspiracyjną na rzecz ZWZ. W wyniku prawdopodobnej dekonspiracji oraz nieugiętej postawy antyniemieckiej Habsburżanki zostały ostatecznie wywiezione w 1942 na roboty przymusowe do miejscowości Straussberg koło Weimaru. Maria Krystyna została jednak uznana za niezdolną do pracy fizycznej. Od sierpnia 1943 do sierpnia 1945 pracowała jako pomoc lekarska w klinice okulistycznej w Austrii.
Po zakończeniu wojny, za sprawą dwuletniego doświadczenia pracy w szpitalu, postanowiła podjąć studia medyczne na Uniwersytecie Wiedeńskim. W maju 1947 przerwała studia i powróciła wraz z rodziną do Polski. Przez krótki czas mieszkała w Krakowie, początkowo w hotelu, następnie przy ul. Kopernika, podczas gdy jej rodzice starali się o odzyskanie zajętych przez państwo dóbr żywieckich. Przez dwa lata kontynuowała podjęte studia medyczne, tym razem na Uniwersytecie Jagiellońskim. Przerwała je po raz kolejny, tym razem z powodu przeprowadzki do Szwecji. W międzyczasie, w 1949 roku, potomkowie Karola, którzy utracili habsburski tytuł arcyksiążęcy (w tym Maria Krystyna), otrzymali tytuł książąt Altenburga nadany im przez arcyksięcia Ottona von Habsburga, głowę rodziny Habsburgów.
Kilka lat (od 1951) mieszkała w Szwecji, ojczyźnie matki, później zaś przez około 40 lat w Szwajcarii. Kiedy stwierdzono u niej gruźlicę, zamieszkała początkowo w sanatorium w Davos, a następnie, aż do momentu powrotu do Polski, w pensjonacie dla chorych Alpina. W 1970 została przyjęta do Zakonu Polskich Kawalerów Maltańskich w Rzymie. Angażowała się charytatywnie, m.in. na rzecz mieszkańców Żywca.
W 1993 odzyskała polskie obywatelstwo (wcześniej była bezpaństwowcem) i wróciła na stałe do Polski. W 1999, po niemal 60 latach nieobecności, odwiedziła siedzibę swojego rodu, Żywiec. W 2001 przeprowadziła się do Żywca na stałe. Zamieszkała w wydzielonym dla niej przez władze Żywca mieszkaniu w Nowym Zamku (w przeszłości własności rodziny) urządzonym w dawnej kręgielni.
W grudniu 2011 została odznaczona Krzyżem Komandorskim Orderu Odrodzenia Polski. Otrzymała także tytuł honorowego obywatela Żywca. Poza polskim władała biegle sześcioma językami.
Zmarła nad ranem, we śnie, w swoim mieszkaniu w Nowym Zamku Habsburgów w Żywcu. Została pochowana 11 października 2012 w rodzinnej krypcie żywieckiej konkatedry.

## Sukcesja do brytyjskiego tronu
Jako potomkini księżniczki Anny Hanowerskiej, córki króla Wielkiej Brytanii i elektora Hanoweru Jerzego II, księżniczka Maria Krystyna Altenburg była ujmowana na liście sukcesji do tronu brytyjskiego (około 2000. pozycji), jednak nie mogłaby objąć tronu ze względu na jej wyznanie (katolickie).
Linia pokrewieństwa pomiędzy Jerzym II a Marią Krystyną Altenburg, z której wynikały jej potencjalne prawa do tronu angielskiego przebiegała następująco:

Jerzy II Hanowerski → Anna, Princess Royal i księżna Oranii → księżniczka Karolina Oranje-Nassau → Fryderyk Wilhelm, książę Nassau-Weilburg → księżniczka Henrietta z Nassau-Weilburg → arcyks. Karol Ferdynand Habsburg → arcyks. Karol Stefan Habsburg → arcyks. Karol Olbracht Habsburg, ojciec Marii Krystyny.

## Genealogia
| Prapradziadkowie                                                       | Karol Ludwik Habsburg (1771–1847) ∞1815 Henrietta z Nassau-Weilburg (1797–1829)                        | Józef Habsburg (1776–1847) ∞1819 Maria Dorota Wirtemberska (1797–1855)                                 | wielki książę Toskanii Leopold II Habsburg (1797–1870) ∞1833 Maria Antonietta Burbon-Sycylijska (1814–1898) | król Obojga Sycylii Ferdynand II Burbon (1810–1859) ∞1837 Maria Teresa Habsburg (1816–1867)         | Teodor Wilhelm Ankarcrona ∞1818 Charlotta Sture (1799–1843)                        | Nils Bielke (1792–1845) ∞1827 Ebba Florentyna Sture (1808–1887)                    | Jakub Edward Carleson (1792–1847) ∞1819 Liboria Fryderyka Harmens (1801–1852)      | Jan Edward Arfwedson (1811–1855) ∞1843 Luiza de Geer af Finspång (1823–1898)       |
| Pradziadkowie                                                          | Karol Ferdynand Habsburg-Lotaryński (1818–1874) ∞1854 Elżbieta Franciszka Maria Austriacka (1831–1903) | Karol Ferdynand Habsburg-Lotaryński (1818–1874) ∞1854 Elżbieta Franciszka Maria Austriacka (1831–1903) | Karol Salwator Habsburg-Lotaryński (1839–1892) ∞1861 Maria Immaculata Burbon-Sycylijska (1844–1899)         | Karol Salwator Habsburg-Lotaryński (1839–1892) ∞1861 Maria Immaculata Burbon-Sycylijska (1844–1899) | Konrad Wiktor Ankarcrona (1823–1912) ∞1851 Ebba Charlotta Bielke (1828–1911)       | Konrad Wiktor Ankarcrona (1823–1912) ∞1851 Ebba Charlotta Bielke (1828–1911)       | Edward Carleson (1820–1884) ∞1863 Marie Arfwedson (1846–1916)                      | Edward Carleson (1820–1884) ∞1863 Marie Arfwedson (1846–1916)                      |
| Dziadkowie                                                             | Karol Stefan Habsburg-Lotaryński (1860–1933) ∞1886 Maria Teresa Toskańska (1862–1933)                  | Karol Stefan Habsburg-Lotaryński (1860–1933) ∞1886 Maria Teresa Toskańska (1862–1933)                  | Karol Stefan Habsburg-Lotaryński (1860–1933) ∞1886 Maria Teresa Toskańska (1862–1933)                       | Karol Stefan Habsburg-Lotaryński (1860–1933) ∞1886 Maria Teresa Toskańska (1862–1933)               | Oskar Karol Ankarcrona (1857-) ∞1886 Anna Elżbieta Carleson (1867-)                | Oskar Karol Ankarcrona (1857-) ∞1886 Anna Elżbieta Carleson (1867-)                | Oskar Karol Ankarcrona (1857-) ∞1886 Anna Elżbieta Carleson (1867-)                | Oskar Karol Ankarcrona (1857-) ∞1886 Anna Elżbieta Carleson (1867-)                |
| Rodzice                                                                | Karol Olbracht Habsburg-Lotaryński (1888–1951) ∞1920 Alicja Ankarcrona (1889–1985)                     | Karol Olbracht Habsburg-Lotaryński (1888–1951) ∞1920 Alicja Ankarcrona (1889–1985)                     | Karol Olbracht Habsburg-Lotaryński (1888–1951) ∞1920 Alicja Ankarcrona (1889–1985)                          | Karol Olbracht Habsburg-Lotaryński (1888–1951) ∞1920 Alicja Ankarcrona (1889–1985)                  | Karol Olbracht Habsburg-Lotaryński (1888–1951) ∞1920 Alicja Ankarcrona (1889–1985) | Karol Olbracht Habsburg-Lotaryński (1888–1951) ∞1920 Alicja Ankarcrona (1889–1985) | Karol Olbracht Habsburg-Lotaryński (1888–1951) ∞1920 Alicja Ankarcrona (1889–1985) | Karol Olbracht Habsburg-Lotaryński (1888–1951) ∞1920 Alicja Ankarcrona (1889–1985) |
| Maria Krystyna Altenburg (ur. 8 grudnia 1923, zm. 2 października 2012) | | | | |                                                                                    |                                                                                    |                                                                                    |                                                                                    |